# Tipula (Eumicrotipula) pallidisignata
Tipula (Eumicrotipula) pallidisignata is een tweevleugelige uit de familie langpootmuggen (Tipulidae). De soort komt voor in het Neotropisch gebied.